# Delegazione Tláhuac
Tláhuac è una delle sedici delegazioni di Città del Messico, situata nella zona orientale dell'entità federale. Fino a una ventina di anni fa Tláhuac era una delle delegazioni rurali della capitale messicana; infatti era conosciuta con il nome di La provincia del Anáhuac. Ma comunque la pressione demografica della città in crescita, ha portato all'incoroporazione nella macchia urbana di buona parte degli antichi campi coltivati. Fu creata come delegazione nell'anno 1924, quando per proposta del senatore Severino Ceniceros fu separata dal territorio di Xochimilco. Tláhuac è la delegazione che ospita il villaggio di San Andrés Míxquic, famoso in tutto il mondo per i suoi festeggiamenti per il Giorno dei morti, che attraggono milioni di turisti nazionali e internazionali.